# 翼賛一家
『翼賛一家』（よくさんいっか）とは、日本の第二次世界大戦中、複数人の漫画家によって描かれた家族物の漫画作品である。
漫画家の国策団体である新日本漫畫家協會が大政翼賛会に協力するために、1940年に創作された。戦時中の模範的な家族像として「大和家」が設定され、この一家を登場させた漫画が『寫眞週報』（情報局）、『漫画』（新日本漫畫家協會）、『週刊朝日』（朝日新聞社）などの雑誌に掲載されたり、単行本が発表されたりした。たくさんの漫画家が翼賛協力金を払ってこの漫画の執筆権を買ったため、作画家は秋好馨、井崎かずを、近藤日出造、筑摩鐵平、中村篤九、那須良輔、長谷川町子、松下井知夫、村山しげる、矢崎茂四、山川哲、山崎善一、山本一郎など多岐にわたっている。
また、漫画以外にも1941年3月、「大和一家數へ唄」（新日本漫畫家協會作詞、古賀政男作曲、古川ロッパ、若原春江歌）や、「新體制家庭音頭」（サトウ・ハチロー作詞、古賀政男作曲、伊藤久男、霧島昇、松原操、菊地章子歌）という二曲を収録したレコードが日本コロムビアから発売された。

## 大和一家
祖父祖母、父母、子供七人と、11人もの大家族である。キャラクター原案も設定され、各漫画家の作品に統一感を出している。
- 賛平（さんぺい） - 一家の長。48歳。中学校の体育教師をしている。頭が禿げている。
- たみ子（たみこ） - 賛平の妻。45歳。七人の子の母。働き者。
- 武士（たけし） - 賛平の父で隱居をしている。77歳。年の割に矍鑠。白い髯を蓄えている。
- ふぢ - 武士の妻。70歳。病気知らずで智識慾が旺盛。スバズバ物を言うのを好む。
- 勇（いさむ） - 賛平の長男。25歳。会社員。熱血漢で行動力が強い。坊主頭。
- さくら - 賛平の長女。21歳。華美な服装、化粧を嫌う。
- 二郎（じろう） - 賛平の次男。20歳。大学生。スポーツ万能。
- みさを - 賛平の次女。17歳。女学生。栄養食の探究が趣味。
- 三郎（さぶろう） - 賛平の三男。12歳。小学生。よく頭に折り紙のかぶとを被っている。
- 稻子（いねこ） - 賛平の三女。8歳。小学生。天衣無縫で純真無垢。
- 昭子（あきこ） - 賛平の四女。2歳の赤ちゃん。